# ハリー・ポッター:魔法同盟
『ハリー・ポッター：魔法同盟』（ハリーポッター まほうどうめい、英語: Harry Potter：Wizards Unite）は、ポートキー・ゲームズのライセンスの下でNianticとWBゲームズ・サン・フランシスコによって開発され、Niantic より配信された拡張現実 (AR) モバイルゲームである。日本国内のメディアをはじめとする一部の人からは、先行する位置情報ゲームの『Pokémon GO（ポケモンGO）』になぞらえて、『ハリポタGO (Harry Potter GO)』と呼ばれている。本ゲームは、J・K・ローリングによって創作されたハリー・ポッターシリーズの魔法ワールドを元にしている。 
ベータ版が2019年4月にニュージーランドで、5月にオーストラリアでリリースされた後、正式版が6月21日にAndroid・iOSゲームアプリとしてリリースされた。 
2022年1月31日をもってサービスを終了した。

## 概要
本ゲームは、Niantic とWBゲームズ・サン・フランシスコが共同制作する拡張現実スマートフォンゲームとして、2017年11月8日に発表された。ゲームのプレイヤーは現実世界の場所を訪れ、ゲームの中で呪文を唱えたり、ファウンダブルと呼ばれるモンスターを集めたり、ハリー・ポッター世界のキャラクターや怪物に遭遇できる。本ゲームは先行する拡張現実を用いたゲーム『Pokémon GO』や『Ingress』から着想を得ている。 
Niantic がエッシャー・リアリティ (Escher Reality) という拡張現実に関するベンチャー企業を買収したことで、本ゲームに新しい拡張現実技術が導入されることが期待された。2018年11月14日の発表で、本ゲームが来年の2019年中にリリースされることが確実になった。 

## 遊び方
本ゲームの遊び方は、Pokémon GOのそれと近しいと評されている。プレイヤーは、闇祓い (Auror)、魔法動物学者 (Magizoologist)、教授 (Professor) の3種の職業、4種の寮、数多くの種類がある杖を選んで、ハリー・ポッターやファンタスティック・ビーストに登場する架空のモンスターと戦う。 
プレイヤーは現実世界を移動して「ファウンダブル」という思い出を見つけ、それを捕獲し、魔法界に戻さなければならない。捕獲には呪文を用い、ファウンダブルを覆っている混沌「コンファウンダブル」を取り除かなければならない。その呪文を唱えるのに必要な呪文エネルギー (spell power) は宿屋 (inn) と呼ばれる現実世界の場所と対応したところに行くことで回復できる。そのほかにも、ゲームを有利に進められる魔法薬 (potion) と呼ばれるアイテムを得られる温室 (greenhouse)　や、特別なモンスターと戦える砦 (fortress) も現実世界の場所と対応している。プレイヤーが現実世界で移動すると、ゲーム内のアバターもゲームのマップを移動しする。

## リリース
本ゲームのプレイ映像は2019年3月に初めて公開されリリースされた。同月11日からは、Google Play での事前登録も始まり、4月17日に、ニュージーランドでのベータ版がリリースされた。24日には、オーストラリアでもベータ版がリリースされることを知らせる電子メール送信されたが、これは誤送信であった。誤送信にもかかわらず、26日には、オーストラリアで実際にベータ版がリリースされてしまったが、数時間後には App Store からアプリケーションが削除された。実際にオーストラリアでベータ版が遊べるようになったのは、2019年5月2日のことであった。正式版のリリースは、当初発表されていた日付を前倒しにした2019年6月20日のことであり、アメリカ合衆国とイギリスで遊べるようになった。日本では、7月2日からリリースされ、App Store と Google Play からアプリケーションをダウンロードできるようになった。 